# Дацин Саэрту (аэропорт)
Аэропорт Дацин Саэрту (ИАТА: DQA, ИКАО: ZYDQ) — коммерческий аэропорт, обслуживающий авиаперевозки городского округа Дацин (провинция Хэйлунцзян, КНР).
Строительство аэропорта началось в 2007 году и завершилось официальным его открытием 1 сентября 2009 года. Бюджет проекта составил 500 миллионов юаней.

## Инфраструктура
Здание пассажирского терминала занимает площадь в 14 000 квадратных метров. Аэропорт эксплуатирует одну взлётно-посадочную полосу размерами 2600х45 метров с бетонным покрытием.
Пропускная способность аэропорта составляет 1,47 миллионов пассажиров в год.